# Eastern and South African Telegraph Company

L'Eastern and South African Telegraph Company était une société britannique créé en 1879 pour assurer un lien télégraphique tout au long de la côte est de l’Afrique après l'annexion de l'Afrique du Sud par les Anglais.

## Histoire
Formée avec l'aide du gouvernement britannique l’Eastern and South African Telegraph Company Limited a pour mission de déployer des câbles de Durban à Aden en passant par Zanzibar, afin de relier toute la côte est de l’Afrique au réseau entre Londres et l’Asie.
À partir de 1877, l'Empire britannique décide d'annexer l'Afrique du Sud, ce qui génère dans cette région le désir d'être relié à la capitale de l'empire. La guerre des Zulus déclenchée en 1879 en fait une nécessité encore plus impérieuse la nécessité, et le gouvernement accepte de payer 55000 sterling par an pour rendre le projet viable. Cette somme passe à 63000 sterling par an en 1888 et 1889, au début de la Guerre des Boers.
C'est James Pender, le fils de Sir John Pender, patron et fondateur de l'Eastern Telegraph Company, qui s'est chargé de convaincre les différentes communautés sud-africaines  de l'intérêt du projet. Au cours des années précédentes, l'Eastern Telegraph Company a bâti un réseau conséquent, du Brésil à Singapour, et une partie de l'infrastructure reliant à Londres est déjà en place. La nouvelle société sera filiale d'Eastern Telegraph Company, géant mondial du télégraphe.
En 1885, c'est le gouvernement français qui réclame à son tour un lien télégraphique mais pour la côte ouest de l’Afrique, confié à la Western African Telegraph Company, formée par l'Eastern Telegraph Company, qui a aussi remporté cet appel d'offres.
L'Eastern and South African Telegraph Company sera renommée "Eastern and South African Investment Trust Company Limited" en 1958 puis placée en liquidation en 1967.